# Хуторское (Харьковская область)
Хуторско́е (укр. Хутірське; до 2016 г. — Комсомо́лец) — село, Рябоконевский сельский совет, Краснокутский район, Харьковская область, Украина.
Код КОАТУУ — 6323586207. Население по переписи 2001 года составляет 22 (11/11 м/ж) человека.

## Географическое положение
Село Хуторское находится на расстоянии в 2 км от реки Грузская. На расстоянии в 2 км расположены сёла Слободка, Зубовка, Рябоконево и Ковалевка. К селу примыкает лесной массив.

## История
- 1912 — дата основания.